# Pas si bête que ça!

Pas si bête que ça! était une émission de télévision québécoise. Il s'agit d'un magazine animalier, diffusé sur TQS depuis 1993.
L'émission a été animée par Josée Boudreault et Dr Jean Gauvin jusqu'en 2000.
Par la suite, Karine Desjardins et Dre Sylvie Lussier ont été les animateurs de l'émission.
Aujourd'hui, l'émission est animée par Jacques Auger et Dre Sylvie Lussier.